# Raappanansaari (ö i Tunturi-Lappi)
Raappanansaari är en ö i Finland. Den ligger i sjön Molkojärvi och i kommunen Kittilä i den ekonomiska regionen  Fjäll-Lappland  och landskapet Lappland, i den norra delen av landet, 800 km norr om huvudstaden Helsingfors. Öns area är 1,7 hektar och dess största längd är 200 meter i öst-västlig riktning.